# Alticola barakshin
Alticola barakshin је врста волухарице. 

## Распрострањење
Ареал врсте је ограничен на мањи број држава. Врста је присутна у следећим државама: Русија, Монголија и Кина.

## Станиште
Станишта врсте су планине на висинама од 900 до 2.500 метара.

## Угроженост
Ова врста је наведена као последња брига, јер има широко распрострањење и честа је врста.